# Nyborg Sogn
Nyborg Sogn er et sogn i Kerteminde-Nyborg Provsti (Fyens Stift).
Nyborg Sogn lå i Nyborg Købstad. Den hørte geografisk til Vindinge Herred i Svendborg Amt og blev ved kommunalreformen i 1970 kernen i Nyborg Kommune.
I Nyborg Sogn ligger Nyborg Vor Frue Kirke og Stensgaards Kirke (i Nyborg Fængsel).
I sognet findes følgende autoriserede stednavne:
- Avernakke (bebyggelse)
- Borgeskov (landbrugsejendom)
- Hjulby (bebyggelse, ejerlav)
- Hjulby Sand (bebyggelse)
- Knudshoved (bebyggelse)
- Kristianslund (areal)
- Lindholm (areal)
- Nyborg (bebyggelse)
- Nyborg Avlsgård (landbrugsejendom)
- Nyborg Strand (bebyggelse)
- Skaboeshuse (bebyggelse)
- Slipshavn (bebyggelse)
- Svanedam (areal)
- Teglværkskov (areal)
- Østerø (areal)